# 戴莉亞·迪米崔耶娃
達麗婭·德米特里耶娃（俄語：Дарья Андреевна Дмитриева；拉丁拼音：Daria Dmitrieva，1993年6月22日—），俄羅斯的韻律體操選手。她获得了2012年夏季奥林匹克运动会艺术体操女子个人全能比赛银牌。
2015年5月與冰球運動員亞歷山大·拉杜洛夫結婚，並於同年11月11日誕下1名嬰兒。